# Aeolosaurus
Aeolosaurus is een geslacht van uitgestorven herbivore sauropode dinosauriërs dat tijdens het Laat-Krijt leefde in het gebied van het huidige Argentinië.

## Vondst en naamgeving
In 1964 voerde de Argentijnse paleontoloog Rodolfo Magín Casamiquela opgravingen uit bij Casa de Piedra, op de Estancia Maquinchao. Daarbij vond hij resten van een sauropode.

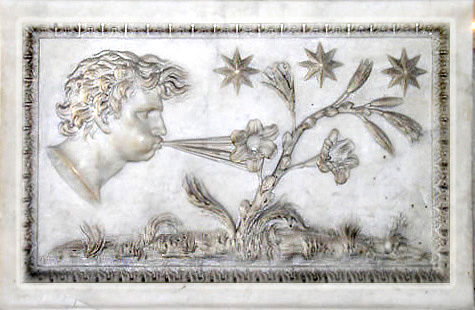
Aeolus

In 1986 benoemde Jaime Eduardo Powell deze als het geslacht Aeolosaurus in zijn dissertatie. De naam bleef voorlopig een ongeldige nomen ex dissertatione. In 1987 echter benoemde en beschreef Powell geldig de typesoort Aeolosaurus rionegrinus. De geslachtsnaam is afgeleid van de Griekse god der winden Αἴολος, Aiolos, als verwijzing naar de winderige vlakte waar het dier gevonden werd. De soortaanduiding verwijst naar de provincie Río Negro in Patagonië.
Het holotype MJG-R 1 is gevonden in een laag van de Angostura Colorada-formatie die dateert uit het Laat-Campanien. Het bestaat uit een gedeeltelijk skelet zonder schedel. Bewaard zijn gebleven: een reeks van zeven voorste staartwervels, beide schouderbladen, beide opperarmbeenderen, een ellepijp en een spaakbeen, vijf middenhandsbeenderen, een zitbeen, een rechterscheenbeen, een rechterkuitbeen en een rechtersprongbeen. Verder werden er door Powell resten toegewezen die gevonden waren bij Cona Niyeu in de Los Alamitos-formatie die ongeveer even oud is. Het betreft de specimina MPCA 27174, MPCA 27100 en MACN-RN 107. Het laatste is een staart van vijftien wervels.
In 2007 werd door Gabriel Casal een tweede soort benoemd: Aeolosaurus colhuehuapensis. De soortaanduiding verwijst naar de vindplaats het zuidoostelijke eiland in het Lago Colhué Huapi, ook in Argentinië, waar het fossiel, holotype UNPSJB-PV 959, in 1993 ontdekt werd. Het bestaat uit een reeks staartwervels en elementen van de ledematen opgegraven in de Lago Colhué Huapi-formatie die dateert uit het Campanien-Maastrichtien, ongeveer tweeënzeventig miljoen jaar oud.
In 2011 benoemden Rodrigo Miloni Santucci en Antonio Celso de Arruda Campos een derde soort: Aeolosaurus maximus. De soortaanduiding betekent 'de grootste'. Deze was niet in Argentinië ontdekt maar in Brazilië, twaalf kilometer ten zuidwesten van Monte Alto bij São Paulo in een laag van de Adamantinaformatie die opnieuw dateert uit het Campanien-Maastrichtien. Het holotype MPMA 12-0001-97, opgegraven in 1997 en 1998, bestaat uit een gedeeltelijk skelet. Bewaard zijn gebleven: twee achterste halswervels, zeven nekribben, een half dozijn stukken van de ruggenwervels, twaalf ribben, negen staartwervels, acht chevrons, een stuk schouderblad, stukken van beide opperarmbeenderen, een spaakbeen, de dijbeenderen en het linkerzitbeen. De fossielen zijn deel van de collectie van het Museu de Paleontologia de Monte Alto. In 2021 werd dit het aparte geslacht Arrudatitan.

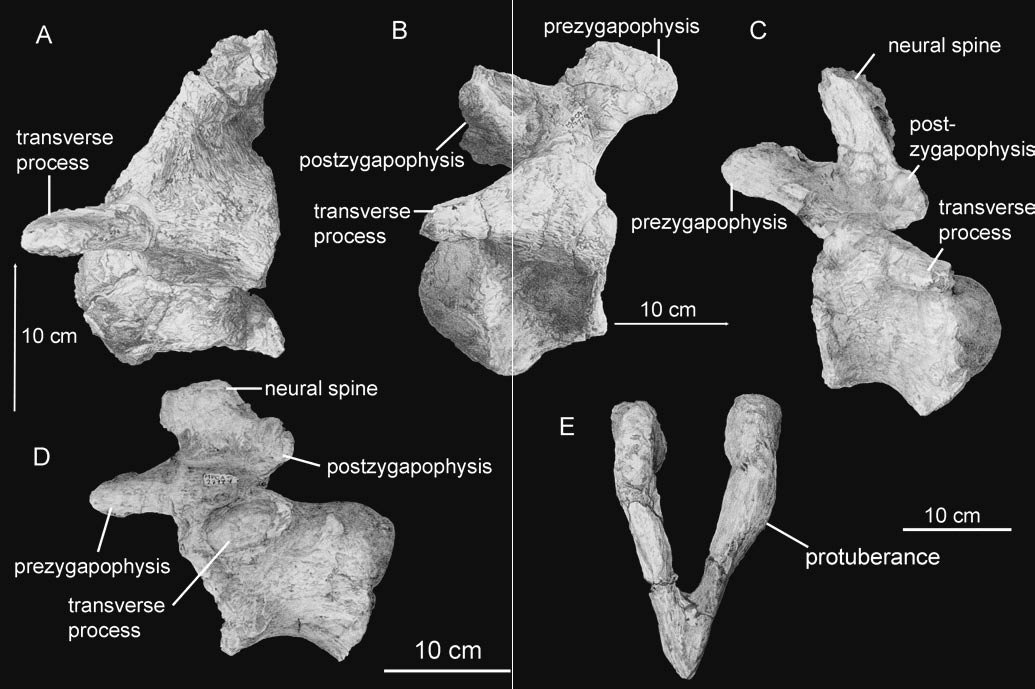
Staartwervels

De situatie wordt verder gecompliceerd doordat meerdere vondsten uit Brazilië aan Aeolosaurus zijn toegewezen. Een in 1999 gemelde staartwervel uit de Mariliaformatie, specimen CPP 248, is in 2011 aan het geslacht toegewezen, hoewel de vondst van alle drie benoemde Aeolosaurus-soorten afweek. In 2004 werd een staartwervel uit de Adamantinaformatie toegewezen, specimen UFRJ-DG 270-R, maar in 2011 juist verwijderd. Hetzelfde gebeurd met de in 2008 toegewezen staarwervels LGP-D0002 en LGPD0003.
Ook uit Argentinië zijn vondsten toegewezen die niet aan een van de benoemde soorten konden worden toegekend omdat, ondanks een overeenkomende ouderdom, de herkomst afweek en er geen autapomorfieën, unieke kenmerken, van die soorten konden worden vastgesteld. Het betreft hier specimen MPCA 27174-7, een in 1993 gemeld skelet inclusief osteodermen uit de Allenformatie, en specimen MPCA 27100, een in 1997 beschreven skelet uit de Los Alamitos-formatie. Men duidt ze wel aan als een Aeolosaurus sp.
Eerder in 2011 had Agustín Guillermo Martinelli gesteld dat het onjuist was de Braziliaanse vondsten bij het geslacht Aeolosaurus te rekenen omdat geen speciaal nauwe verwantschap met Aeolosaurus rionegrinus was aangetoond. Van de beschrijving van A. maximus maakte echter een fylogenetische studie deel uit waaruit die verwantschap wel bleek. Het hangt dan van de voorkeur van de paleontoloog af of men een apart geslacht wil benoemen.

## Beschrijving

### Grootte
In 2010 schatte Gregory S. Paul de lichaamslengte van Aeolosaurus rionegrinus op veertien meter, het gewicht op zes ton. Ondanks de naam heeft Aeolosaurus maximus ongeveer dezelfde grootte met een dijbeenlengte van honderdvijfenvijftig centimeter.

### Onderscheidende kenmerken

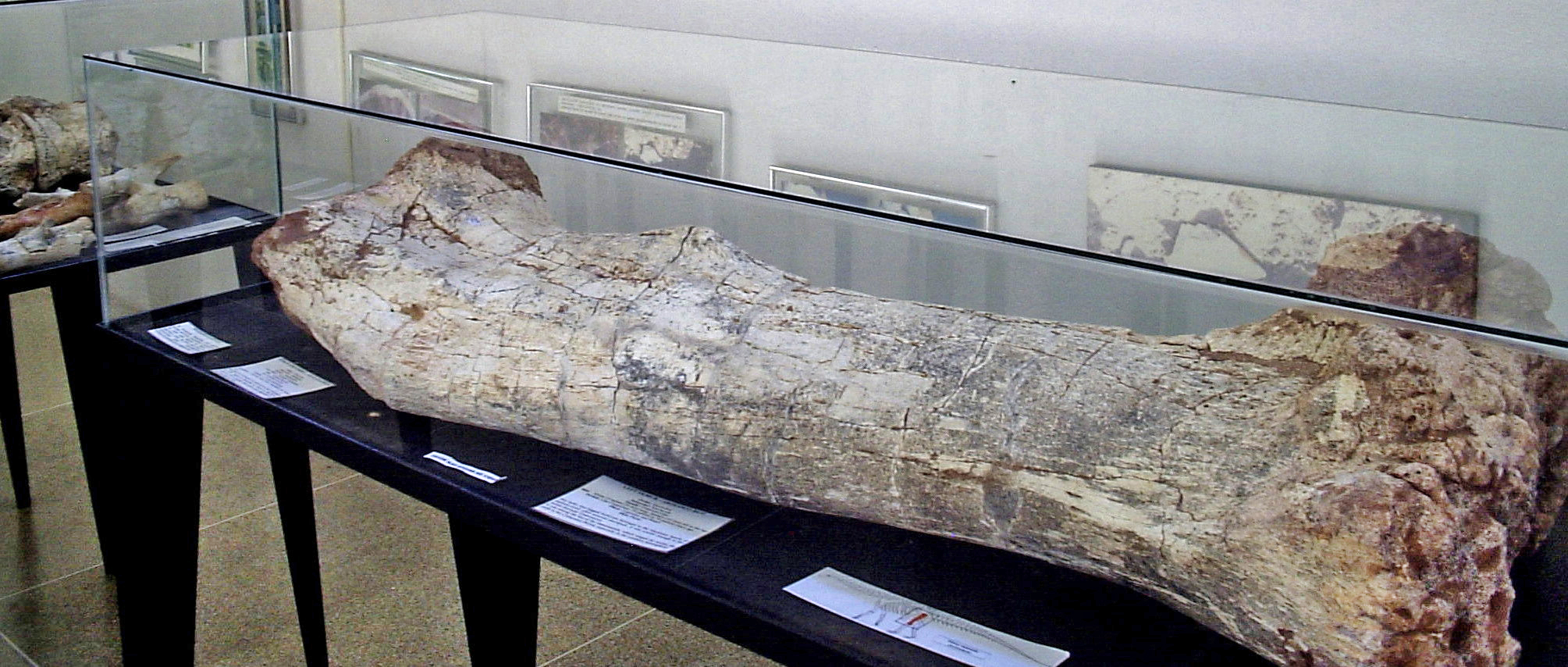
Het linkerdijbeen van het holotype van Aelosaurus maximus

Ter gelegenheid van de benoeming van Aeolosaurus maximus werd een diagnose gegeven voor het geslacht als geheel. Dat zou de volgende unieke combinatie van kenmerken tonen. De voorste staartwervels hebben voorste gewrichtsuitsteeksels die naar beneden krommen. De chevrons van de staart hebben bij de voorste en middelste staartwervels dubbele raakvlakken aanwezig op een hol vlak in de achterste bovenkant.
In 2011 werd een herziene diagnose gegeven van Aeolosaurus rionegrinus. De typesoort zou zich van de twee later benoemde soorten onderscheiden door een unieke combinatie van kenmerken. Alleen bij de allervoorste staartwervels buigen de voorste gewrichtsuitsteeksels grotendeels omhoog; bij wervels verder in de reeks buigen ze licht omlaag. Bij de voorste staartwervels zijn de facetten van de voorste gewrichtsuitsteeksel verbreed door een uitstulping op zowel het bovenvlak als het ondervlak. Bij de voorste en middelste staartwervels is de top van de bolling van het achterste gewrichtsfacet sterk bovenaan geplaatst, zodanig dat deze overloopt in de bovenrand van het wervellichaam.
In 2011 werd ook een unieke combinatie van onderscheidende kenmerken gegeven voor Aelosaurus maximus. Bij de chevrons van de voorste en middelste staartwervels bevindt zich een grote achterste uitstulping onder het raakvlak met de wervels. Bij de chevrons van de voorste en middelste staartwervels tonen de buitenste zijkanten van de bovenste takken een opvallende uitstulping.

## Leefwijze
Dit dier leefde aan de oevers van rivieren, waar het zich tegoed deed aan bladeren van bomen.